# جيري إليس (لاعب كرة قدم أمريكية)
جيري إليس (بالإنجليزية: Gerry Ellis)‏ هو لاعب كرة قدم أمريكية أمريكي، ولد في 12 نوفمبر 1957 في كولومبيا في الولايات المتحدة.

## وصلات خارجية
- جيري إليس على موقع مرجع كرة القدم المحترفة.كوم (الإنجليزية)